# 静岡市立南中学校
静岡市立南中学校（しずおかしりつ みなみちゅうがっこう）は、静岡県静岡市駿河区宮竹二丁目にある公立中学校。令和6年度より、通級指導教室が設置されている。

## 概要
駿河区の南部に位置する。学区は下島から久能山東照宮付近まで東西に長い（7キロメートル）。学区の南は、駿河湾に面し、東側には日本平が存在する。通学距離は、約6kmにも及ぶ。学校のすぐ南西にNHKの赤い鉄塔（ラジオ送信所）が建っている。生徒のジャージは水色に黒のラインが入っている。因みに、生徒のジャージは2007年度に新しいものになった。サッカー部や剣道部の強豪校でもある。

## 沿革
1980年、静岡市立高松中学校から学区を分割し開校した。

### 年表
- 1980年 - 校舎第1期工事竣工（普通教室9、特別教室6）（職員室1/2、放送室、保健室）
- 1980年 - 入学式（6学級265名）生徒昇降口で行う。（学級数6、生徒数265名、教職員数15名）
- 1981年 - 校舎第2期工事（普通教室10、職員室、校長室、事務室）
- 1981年 - 体育館竣工（2階体育館1101.91m2）（1階武道場1044.96m2）自転車置場完成
- 1981年 - 生徒会の歌発表会「我等未来の開拓者」
- 1981年 - 校舎第3期工事竣工（普通教室8、特別教室4）
- 1982年 - 校歌、校旗制定。教育長はじめ作曲家佐藤真先生、多くの来賓を得て盛大に制定式を行う。
- 1988年 - 静岡市立中島中学校新設のため、新2年（66名）、新3年（79名）転出。
- 1989年 - 頭髪自由化。
- 2007年 - 生徒のジャージが新しいものになった。
- 2007年 - 体育祭が復活。名称は「駿風祭」に決まる。
- 2009年 - 創立30周年を迎えた。

## 小学校の学区
- 宮竹小学校
- 大里東小学校
- 大谷小学校（一部を除く）
- 久能小学校

## アクセス
- しずてつジャストライン県立病院高松線 ｢登呂コープタウン｣停留所から、徒歩5分

## 著名な出身者
- 工藤祐二朗（プロ野球選手）
- 田辺鶴遊（講談師）
- 萩原歩美（長距離走選手）